# 1. BV Mülheim an der Ruhr
Der 1. BV Mülheim an der Ruhr ist ein Badmintonverein aus Mülheim an der Ruhr, Deutschland. Er wurde im Mai 1956 gegründet und hat seit damals zahlreiche nationale und internationale Erfolge errungen. Außerdem ist der Verein als Ausrichter zahlreicher regionaler, nationaler und internationaler Badmintonturniere (u. a. der German Open Badminton Championships) bekannt. Von 2011 bis 2020 stellt der BVM eine Erstligamannschaft, die im Jahr 2020 zurückgezogen wird. Der 1. BVM ist in 7 von 8 NRW Ligen vertreten. Die aktuelle Spitzenmannschaft im Jahr 2020 ist in der Zweiten Bundesliga beheimatet.
Der Verein positioniert sich in der Förderung von Sportinteressierten im lokalen Umfeld.
Mit dem Motto „Ein Verein für ALLE“ ermöglicht der 1. BVM Badmintonspielern aller Leistungsniveaus am Vereinsleben teilzuhaben.
Die Vereinsarbeit des BVM basiert auf den folgenden drei Säulen: Säule 1: Minisport (Sportförderung bei den Minis und Talentsuche); Säule 2: Breitensportförderung (Jeder mit Spaß an Bewegung ist willkommen); Säule 3: Leistungssportförderung. Ziel ist die Gesundheitsförderung in alle Leistungsniveaus und Altersklassen. Der Verein arbeitet unter der Prämisse „Gesundheit ist der Zustand eines positiven Lebensgefühls“.

## Internationale Erfolge
- 2. und 3. Plätze im Europacup (1978 bis 1980)
- 5. Platz im Europacup (1981)

## Nationale Erfolge
- 13-facher Deutscher Mannschaftsmeister in ununterbrochener Reihenfolge in den Jahren 1968 bis 1980
- Deutscher Mannschaftsmeister der Schüler 1989 und 2001
- Deutscher Mannschaftsmeister der Jugend 2005
- Deutscher Mannschaftsmeister der Schüler 2018